# Aneflus bullocki
Aneflus bullocki là một loài bọ cánh cứng trong họ Cerambycidae.